# Роговский (посёлок)
Роговский — посёлок в Егорлыкском районе Ростовской области. Административный центр Роговского сельского поселения.

## География
Расположен на юго — востоке района, на границе с Целинским районом. Расстояние до станицы Егорлыкской — 15 км.

## История
Основан в 1934 году как совхоз «Роговский».
В 1998 году в состав посёлка включен хутор Виноградный.

## Население
| 1989 | 2002  | 2010  |
| ---- | ----- | ----- |
| 642  | ↗1107 | ↘1039 |

## Улицы
| - пер. Больничный, - пер. Виноградный, - пер. Западный, - пер. Победы, - пер. Спортивный, - пер. Школьный, \| valign="top" \| - ул. Вишневая, - ул. Мира, - ул. Молодёжная, - ул. Новая, - ул. Сергея Пешеходько, - ул. Степная. |